# Manchester City Football Club
Il Manchester City Football Club, più comunemente noto come Manchester City, è una società calcistica inglese con sede nella città di Manchester. Milita in Premier League, la massima divisione del campionato inglese di calcio.
Il club deriva dal West Gorton Saint Marks, sodalizio fondato nel 1880 e ridenominato Ardwick A.F.C. nel 1887, per poi spostarsi nel 1897 a Hyde Road, dove venne rifondato il 16 aprile dello stesso anno, con il nome di Manchester City Football Club. I colori sociali sono il celeste, da cui deriva il soprannome Sky Blues, e il bianco. Dal 1923 al 2003 il club ha disputato le partite casalinghe a Maine Road, impianto demolito nel 2004; dal 2003 disputa le partite casalinghe al City of Manchester Stadium, denominato Etihad Stadium per ragioni di sponsorizzazione.
Nella bacheca del club figurano 10 campionati nazionali, 7 Coppe d'Inghilterra, 8 Coppe di Lega inglesi, 7 Supercoppe d'Inghilterra, una UEFA Champions League, una Coppa delle Coppe, una Supercoppa UEFA e una Coppa del mondo per club FIFA. È l'unico club a essersi aggiudicato tutti i trofei della Football Association in una sola stagione (2018-2019), mentre a livello internazionale è, insieme al Manchester Utd, una delle due squadre inglesi che hanno centrato il treble, cioè la vittoria in una singola stagione di campionato, coppa nazionale e UEFA Champions League. Il Manchester City è inoltre l'unica squadra vincitrice del campionato inglese ad essere retrocessa nella stagione successiva (1937-1938) alla vittoria del campionato di massima serie e l'unica ad avere vinto il campionato inglese per quattro stagioni consecutive (dal 2020-2021 al 2023-2024).
Complessivamente il club si è aggiudicato 36 trofei ufficiali, che la rendono la quarta squadra più titolata d'Inghilterra, dietro a Liverpool (69), Manchester United (68) e Arsenal (47). Insieme a queste squadre, più Chelsea e Tottenham, forma le cosiddette big six ("grandi sei") del calcio inglese.

## Storia

### La fondazione ed i primi anni

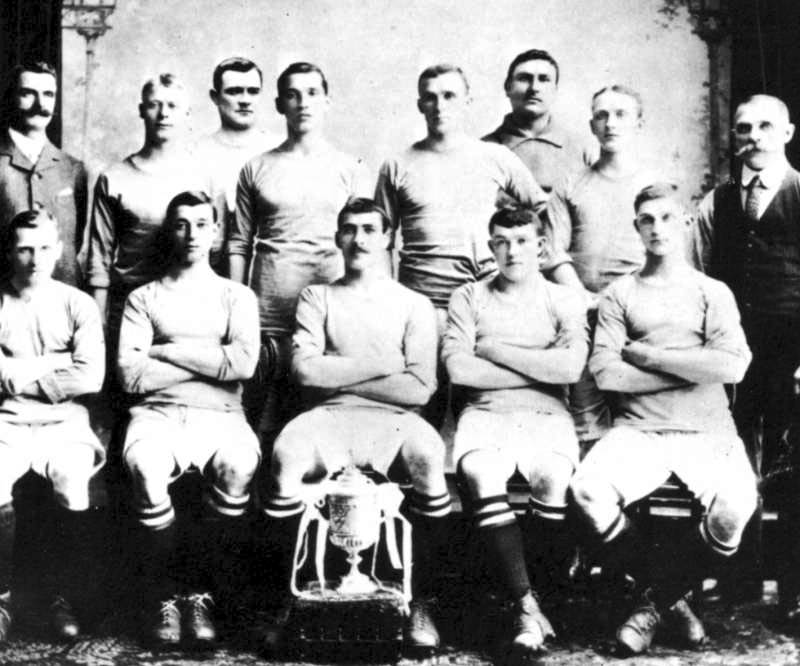
La squadra del Manchester City che vinse la FA Cup nel 1904.

L'Ardwick A.F.C. raggiunse la Football League nel 1892, come membro fondatore della Seconda Divisione. Nella stagione 1893-94 il club subì una riorganizzazione strutturale e si trasferì nello stadio di Hyde Road, rinominandosi Manchester City Football Club.
La prima vittoria arrivò nel 1899 con il primo posto nella Second Division, mentre la prima vittoria in una delle competizioni maggiori risale al 1904, quando il City sconfisse i Bolton nella finale di FA Cup. Nel 1923 il club si trasferì nel nuovo stadio a Maine Road, nel quartiere di Moss Side.

### L'epoca di successo e il declino
La prima vittoria in campionato arrivò nel 1937, la seconda volta che il club fece proprio il titolo della First Division fu l'inizio dell'epoca dell'oro per i Citizens, sotto la guida dell'allenatore Joe Mercer e del suo assistente Malcolm Allison e con gli attaccanti inglesi Francis Lee, Colin Bell, Mike Summerbee e il capitano Tony Book. Il momento più significativo in Europa fu la conquista della Coppa delle Coppe, nel 1970, battendo in finale, a Vienna, il Gornik Zabrze.
Dopo i successi degli anni sessanta e settanta, la squadra attraversò un periodo di declino. Retrocedette per due volte dalla massima serie negli anni ottanta, ma riuscì ad arrivare quinta per due volte consecutive nella Division One sotto la guida di Peter Reid. Si trattò, tuttavia, di un successo di breve durata: le sorti del Manchester City continuarono a vacillare negli anni novanta, raggiungendo il punto più basso nel 1998, quando il City divenne la prima squadra vincitrice di un trofeo europeo ad essere retrocessa nella terza serie del calcio inglese.
Dopo la retrocessione si insediò un nuovo presidente e il City guadagnò subito la promozione ai play-off contro il Gillingham. Furono annunciati piani per un nuovo stadio e per la prima volta dopo diversi anni intorno al club e nei tifosi si percepiva un clima di ottimismo. Un'ulteriore promozione vide il City tornare nella massima serie, ma si dimostrò un passo troppo azzardato per un club in via di ricostruzione. Al termine della stagione 2000-2001 il City si ritrovò quindi retrocesso ancora una volta, ma l'arrivo del nuovo allenatore Kevin Keegan portò al successo immediato con la vittoria della Division One nel 2002, che valse la promozione in Premier League e permise al club di stabilire alcuni record.
Dal 2002 il City milita stabilmente in massima serie.
Nella stagione 2002-2003, l'ultima nel vecchio stadio di Maine Road (che fu poi smantellato), ci fu la vittoria per 3-1 contro i rivali del Manchester Utd, che pose fine a tredici anni senza un successo nella stracittadina, grazie al gol di Anelka (acquistato per 13 milioni di sterline) e alla doppietta di Shaun Goater. Quell'anno il City arrivò al nono posto in Premier League, qualificandosi alla Coppa UEFA grazie alla graduatoria del fair play. L'11 maggio 2003 fu giocata l'ultima partita al Maine Road, che vide la sconfitta dei Citizens per 0-1 contro il Southampton. Decisiva fu la rete del difensore Michael Svensson, mentre l'ultimo gol del City nello stadio fu realizzato da Marc-Vivien Foé, che morì il 16 giugno dello stesso anno, durante una partita della nazionale camerunese in Confederations Cup, a causa di un attacco cardiaco.
Nella stagione 2003-2004 la squadra si spostò nel nuovo City of Manchester Stadium (dotato di 48 000 posti a sedere), situato nella parte est di Manchester, costruito per ospitare i Giochi del Commonwealth del 2002.

### La proprietà Shinawatra
Dopo altre quattro stagioni in Premier League, nel giugno 2007 la quota di maggioranza delle azioni del Manchester City fu acquisita dalla società UK Sport Investments, controllata dall'ex primo ministro thailandese Thaksin Shinawatra. L'intenzione della nuova proprietà era quella di portare il Manchester City ai vertici del calcio britannico attraverso importanti investimenti economici. Ingaggiato l'allenatore Sven-Göran Eriksson, furono conclusi alcuni acquisti tra cui quelli di Elano, Valeri Božinov e Vedran Ćorluka, ma la squadra si piazzò nona nella Premier League 2007-2008, pur vincendo entrambi i derby di campionato contro il Manchester United. Grazie alla speciale classifica inglese del fair play, fu centrata la qualificazione alla Coppa UEFA. Eriksson fu esonerato nel corso dell'annata seguente e sostituito da Mark Hughes, mentre il presidente Thaksin Shinawatra, coinvolto in uno scandalo politico in Thailandia, fu costretto a mettere in vendita la società dopo un solo anno di presidenza.

### La gestione di Abu Dhabi United Group

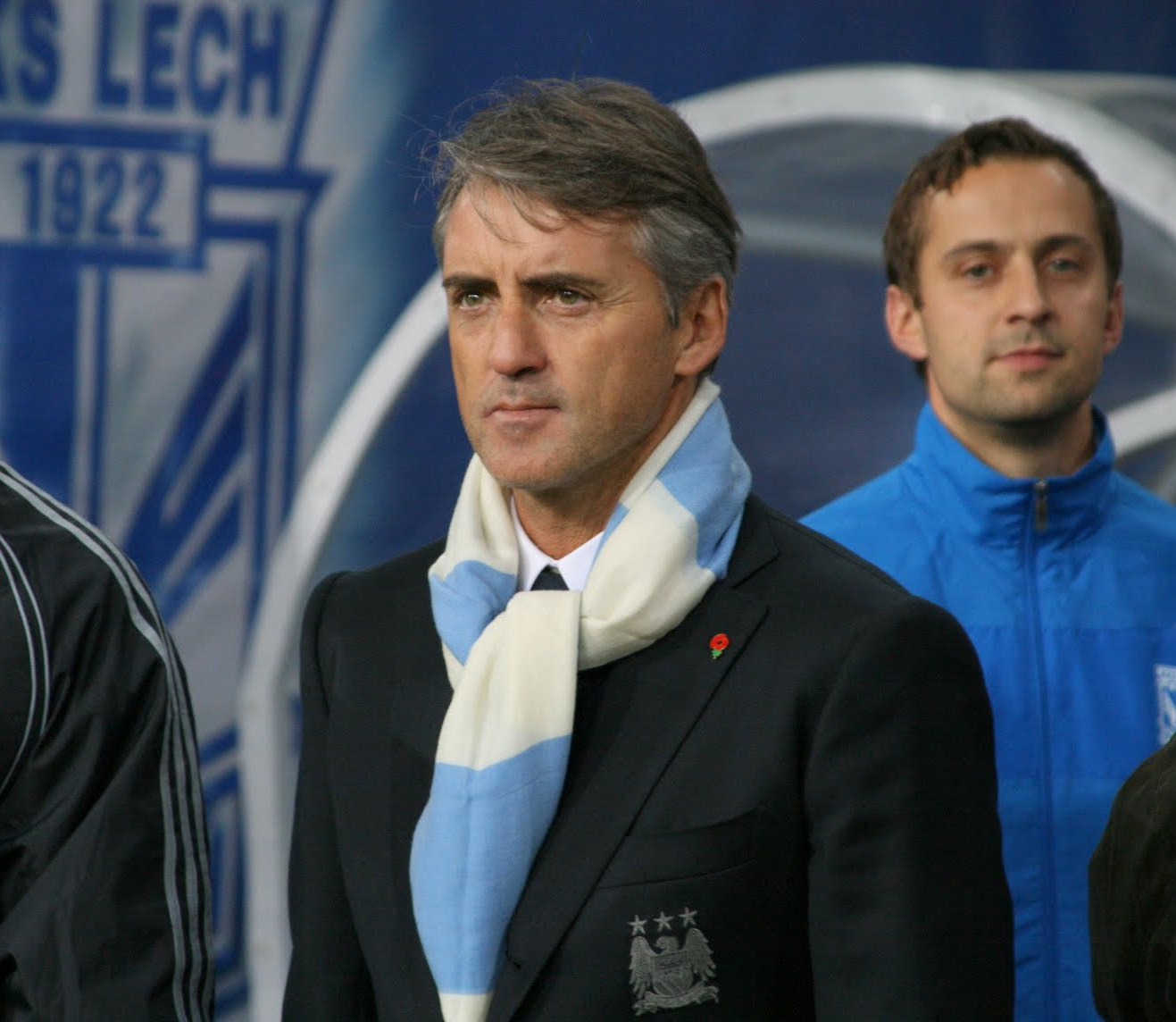
Roberto Mancini, che nella stagione 2011-2012 ha riportato il club alla vittoria del campionato dopo 44 anni.

La proprietà passò dunque all'Abu Dhabi United Group del principe emiratino Mansur bin Zayd Al Nahyan, che acquistò il club per utilizzarlo come canale per promuovere la compagnia aerea Etihad Airways. Mansur bin Zayd Al Nahyan divenne il presidente onorario del club, mentre il suo collaboratore Khaldoon Al Mubarak assunse la carica di presidente esecutivo.
I nuovi proprietari dichiararono il proposito di rendere il Manchester City una delle società più importanti d'Europa e, a poche ore dalla fine del calciomercato estivo, condussero in porto l'operazione più costosa fino ad allora nella storia del club, pagando 42 milioni di euro per la stella brasiliana Robinho. Gli acquisti proseguirono durante il calciomercato del gennaio 2009, ma la squadra non andò oltre il decimo posto finale e, nell'estate seguente, con gli arrivi, tra gli altri, di Carlos Tévez, Emmanuel Adebayor e Kolo Touré, per un esborso complessivo di oltre 100 milioni di sterline, pari a circa 140 milioni di euro.
A Hughes successe, a metà della stagione 2009-2010, Roberto Mancini, il quale condusse la squadra al quinto posto, valevole per la qualificazione in UEFA Europa League. Nell'estate 2010 i dirigenti del Manchester City misero in atto un'altra ambiziosa campagna acquisti, portando a Manchester giocatori come David Silva, Mario Balotelli, Yaya Touré, Jérôme Boateng ed Edin Džeko. Nell'annata seguente, battendo in finale lo Stoke City per 1-0 dopo aver superato il Manchester United in semifinale, Mancini guidò i suoi alla vittoria della FA Cup, mettendo fine al digiuno di trofei del club che durava dal 1976. In campionato il City chiuse invece al terzo posto in classifica, qualificandosi così alla UEFA Champions League per la prima volta dopo quarantasei anni.
Rinforzato dall'oneroso acquisto dell'attaccante Sergio Agüero, nel 2011-2012 il City ottenne 11 vittorie nelle prime 12 partite di campionato (tra cui un clamoroso 6-1 nel derby contro il Manchester United, principale rivale per il titolo) e accumulò un consistente vantaggio sui rivali cittadini, ma un calo nel finale fece arrivare le due squadre appaiate in graduatoria all'ultimo turno. Grazie a una vittoria conseguita in rimonta in extremis contro il Queens Park Rangers (3-2) la squadra di Mancini si aggiudicò, per una migliore differenza reti, il titolo, il primo dopo quarantaquattro anni per i Citizens. La gestione del tecnico italiano fu arricchita dalla vittoria del Community Shield nel 2012, ma la sconfitta nella finale di FA Cup del 2012-2013 costò il posto a Mancini, sostituito temporaneamente da Brian Kidd.
A raccogliere il testimone della panchina fu Manuel Pellegrini, mentre la partenza di Tévez fu bilanciata da nuovi esosi acquisti, su tutti quelli di Fernandinho, Jesús Navas, Álvaro Negredo e Stevan Jovetić. La prima annata del tecnico cileno si chiuse con la vittoria del titolo inglese e della Coppa di Lega, mentre l'anno successivo vide i Citizens approdare alla fase a eliminazione diretta della UEFA Champions League per la prima volta nella storia, anche se la stagione si chiuse senza trofei per la prima volta dopo cinque anni.
Nel 2016 cominciò la gestione di Pep Guardiola, che nel 2017-2018 guidò la squadra alla vittoria della Coppa di Lega e della Premier League, con ben cinque giornate d'anticipo (com'era successo solo tre volte nella storia della competizione) e con 100 punti in classifica, siglando un nuovo record nella competizione. Nel 2018-2019 il City fu protagonista di una memorabile annata, in cui mise in bacheca Supercoppa d'Inghilterra, Coppa di Lega (ai tiri di rigore), titolo nazionale, il secondo di fila (evento che non accadeva in Premier dal 2009), e FA Cup, centrando il treble domestico senza precedenti nella storia del calcio inglese. Nella stagione 2020-2021, l'ultima con i Citizens per la bandiera Sergio Agüero, il Manchester City si aggiudicò il campionato e la Coppa di Lega, quest'ultima per la quarta volta consecutiva, agganciando il Liverpool nell'albo d'oro della competizione, e raggiunse per la prima volta la finale della UEFA Champions League, persa contro i connazionali del Chelsea. Nell'annata seguente i Citizens vinsero nuovamente la Premier League.

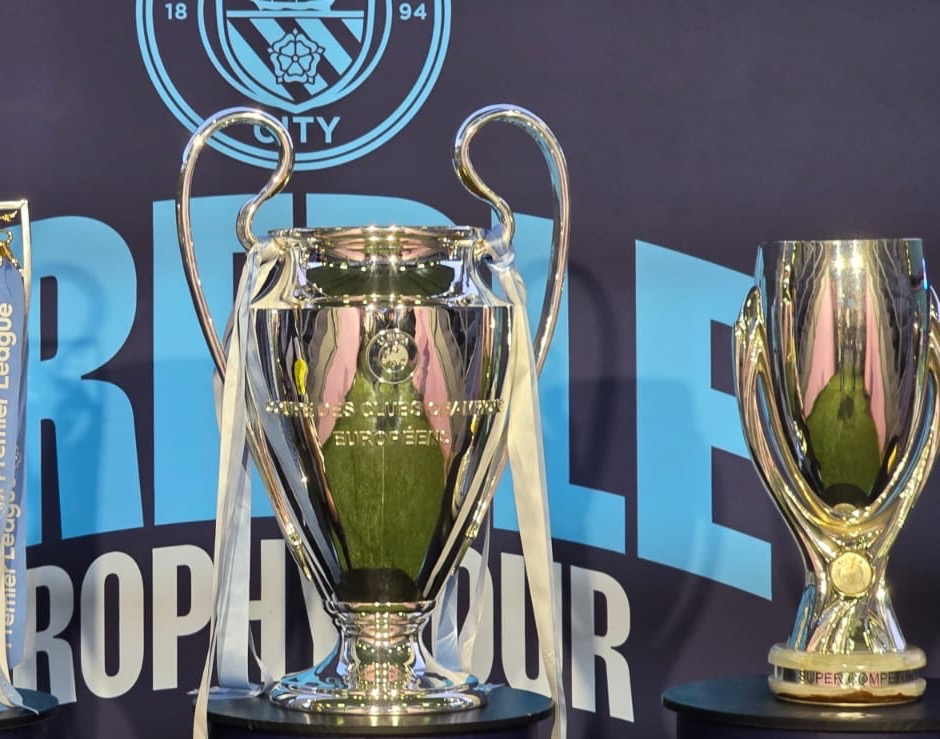
trofeo della Champions League vinto dal Manchester City per la prima volta durante la stagione 2022-2023

Nella stagione 2022-2023 il Manchester City centrò uno storico treble, vincendo la Premier League, la Coppa d'Inghilterra e la UEFA Champions League, grazie al successo in finale contro l'Inter per 1-0: per i Citizens fu il primo trionfo nella storia della massima competizione continentale per club. All'inizio della stagione successiva il Manchester City si aggiudicò per la prima volta la Supercoppa UEFA, battendo ai tiri di rigore il Siviglia, e per la prima volta la Coppa del mondo per club FIFA, superando in finale il Fluminense per 4-0. Il successo in campionato conseguito nell'annata 2023-2024 è il quarto consecutivo e rappresenta un record per il calcio inglese.

## Colori e simboli

### Colori

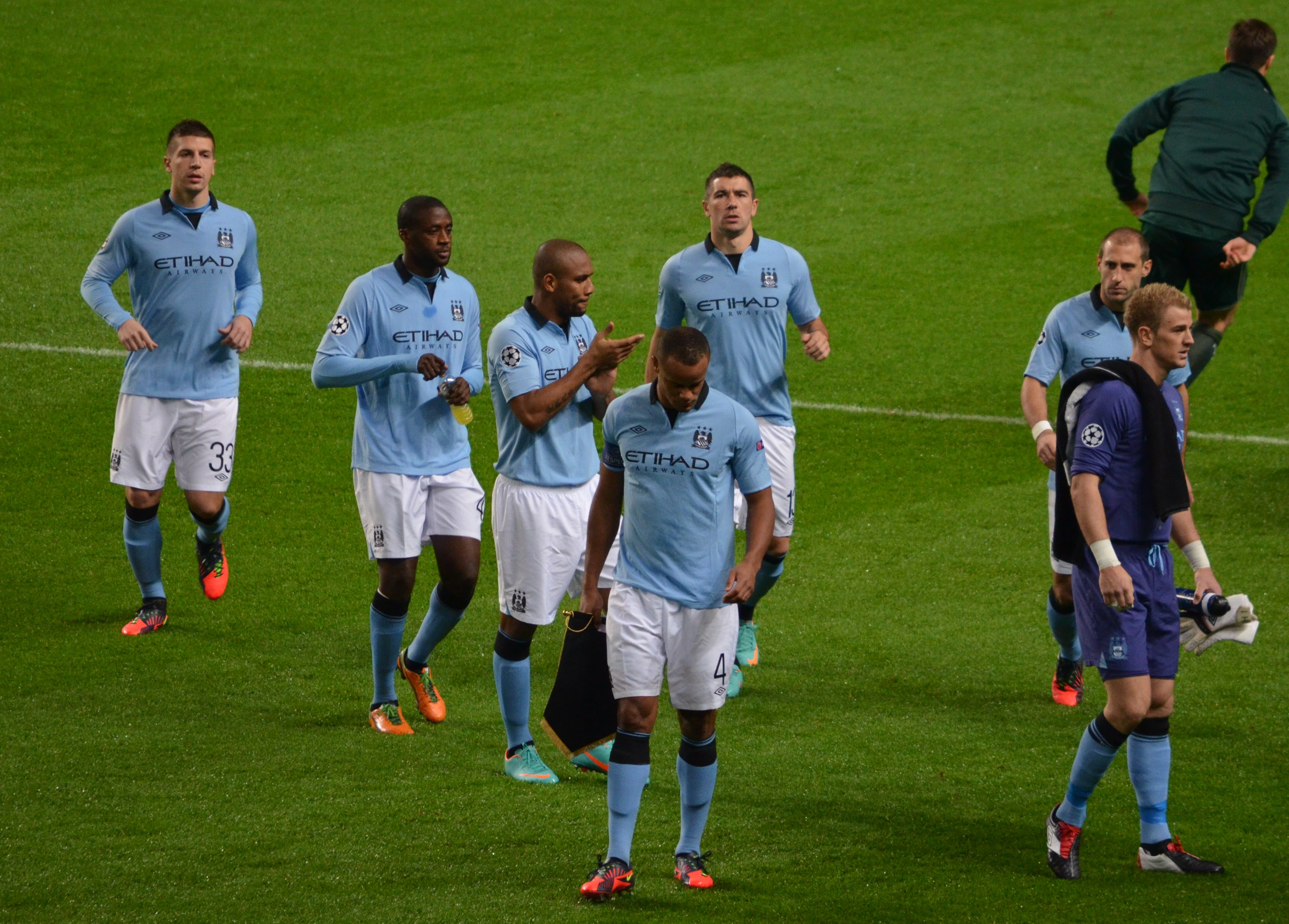
Calciatori del Manchester City con la classica divisa celeste e bianca durante la partita con il del 21 novembre 2012.

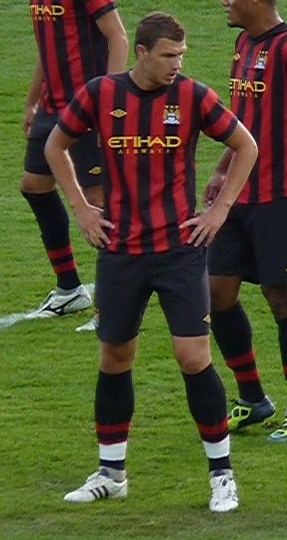
Edin Džeko con la maglia da trasferta indossata dal Manchester City nella stagione 2011-2012.

I colori casalinghi del Manchester City sono il celeste ed il bianco. La divisa da trasferta è tradizionalmente granata o a strisce verticali rosse e nere, sebbene negli anni siano stati utilizzati anche altri colori. Nella stagione 2011-2012 venne proposta una maglia rossonera a strisce verticali ispirata a quella che i Citizens avevano indossato tra il 1969 e il 1970, uno dei periodi di maggior successo della storia del club.

### Simboli ufficiali

#### Stemma
Il primo logo ufficiale del Manchester City risale agli anni sessanta. Si trattava di uno stemma rotondo con al suo interno uno scudo diviso in due parti: nella metà superiore era presente una nave, che rappresentava il canale di Manchester (Manchester Ship Canal) mentre nella metà inferiore erano disegnate tre strisce diagonali gialle su sfondo rosso.
Nel 1972 questo stemma subì un primo restyling: le tre strisce in basso vennero sostituite dalla rosa rossa dei Lancaster, che rappresentava la contea del Lancashire.
Nel 1997 venne introdotto un nuovo logo raffigurante uno scudo posto davanti ad un'aquila dorata su sfondo azzurro, lo scudo era diviso in due parti come il precedente logo e presentava anch'esso la nave nella parte superiore e le tre strisce diagonali in quella inferiore. Sotto lo scudo fu inserito il motto latino Superbia in Proelio (Orgoglio in Battaglia), mentre nella parte alta furono inserite tre stelle, a scopo puramente decorativo.
Lo stemma attuale è stato adottato a partire dalla stagione 2016-2017 ed è ispirato a quello utilizzato dal club negli anni sessanta. Il logo è tornato ad essere rotondo e al suo interno è contenuto un piccolo scudo diviso in due parti: nella metà superiore si trova una nave, che rappresenta il canale di Manchester (Manchester Ship Canal), mentre nella metà inferiore si trova la rosa rossa dei Lancaster, che rappresenta la contea del Lancashire. Sono stati rimossi il motto latino Superbia in Proelio (Orgoglio in Battaglia) e la dicitura Football Club a fianco del nome della squadra.

## Strutture

### Stadi

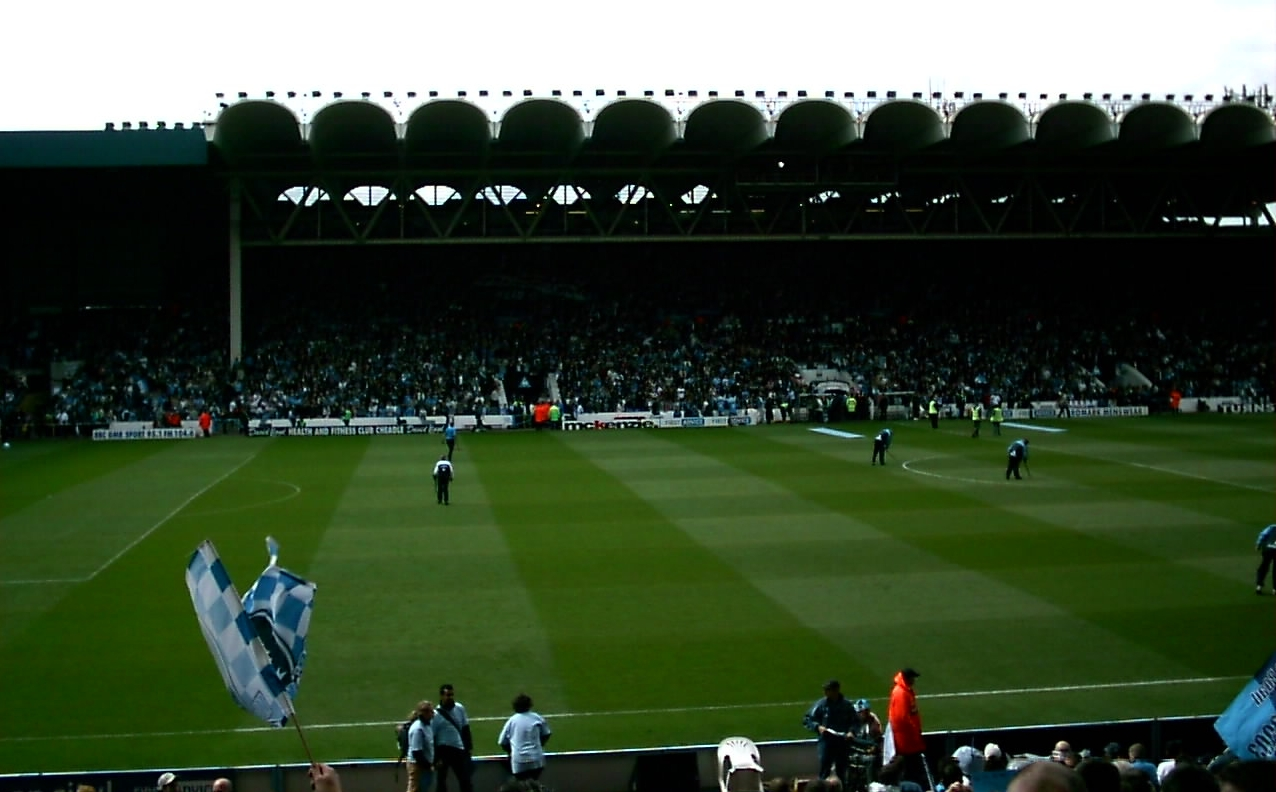
Il vecchio Maine Road.

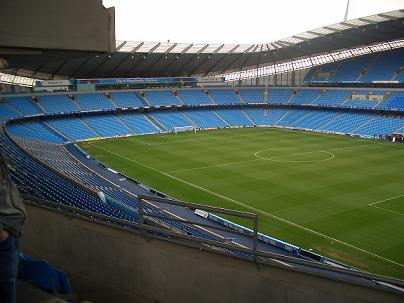
Il nuovo Etihad Stadium.

Prima di essere demolito nel 2004, Maine Road ha ospitato le partite casalinghe del Manchester City per 80 anni.
Quando fu inaugurato lo stadio era il più grande impianto sportivo di un club calcistico in Inghilterra e il secondo nel paese dopo il Wembley Stadium. Il record di affluenza a Maine Road fu registrato nel 1934, quando 84.569 spettatori assistettero all'incontro di FA Cup tra il Manchester City e lo Stoke City.
La stagione 2002-2003 fu l'ultima del Manchester City al Maine Road, con l'ultimo match che fu giocato l'11 maggio 2003.
Nella stagione seguente il Manchester City cominciò a giocare nel nuovo impianto, il City of Manchester Stadium, stadio di nuova costruzione con ben 48 000 posti a sedere, realizzato per ospitare i giochi del Commonwealth. La società spese circa 35 milioni di sterline per alcuni lavori sul nuovo stadio, compresa la costruzione della North Stand. Il nuovo stadio fu inaugurato con una vittoria per 2-1 sul Barcellona, con gol di Nicolas Anelka e Trevor Sinclair.
L'8 luglio 2011 il Manchester City raggiunse un accordo con la Etihad Airways, cedendo alla compagnia i diritti per il nome dello stadio, che venne così rinominato Etihad Stadium. In cambio il club avrebbe ricevuto 150 milioni di sterline per i successivi 10 anni. È l'accordo commerciale più ricco della storia della Premier: supera quello del 2006 tra l'Arsenal e la Emirates (200 milioni in 15 anni).

## Società

### Organigramma societario
- Khaldoon Al Mubarak - Presidente
- Ruigang Li - Direttore
- Ferran Soriano - Amministratore delegato
- Rodolfo Borrell - Direttore tecnico del CFG
- Mohamed Al Mazrouei - Direttore non esecutivo
- Simon Pearce - Direttore non esecutivo
- John Macbeath - Direttore non esecutivo
- Marty Edelman - Direttore non esecutivo
- Alberto Galassi - Direttore non esecutivo
- Brian Marwood - Direttore dell'Academy

### Sponsor
| Cronologia degli sponsor tecnici - 1975-1997 Umbro - 1997-1999 Kappa - 1999-2003 Le Coq Sportif - 2003-2007 Reebok - 2007-2009 Le Coq Sportif - 2009-2013 Umbro - 2013-2019 Nike - 2019-2029 Puma | Cronologia degli sponsor ufficiali - 1982-1984 Saab - 1984-1987 Philips - 1987-1999 Brother - 1999-2002 Eidos - 2002-2004 First Advice - 2004-2009 Thomas Cook Airlines - 2009-oggi Etihad Airways - 2017-oggi Nexen Tire (manica) |

## Diffusione nella cultura di massa
Jimmy Grimble, protagonista dell'omonimo film del 1999 diretto da John Hay, è un accanito tifoso del Manchester City; l'epilogo della pellicola vedrà il ragazzo coronare il suo sogno di giocare a Maine Road. Nel 2012 è stato realizzato un film documentario sulla vittoria del campionato 2011-2012 (a quarantaquattro anni di distanza dall'ultimo successo), giunta all'ultima giornata grazie ad una memorabile rimonta avvenuta nei minuti di recupero del secondo tempo, da 1-2 a 3-2, contro il QPR.
I fratelli Liam e Noel Gallagher, del celebre gruppo inglese degli Oasis, sono da sempre accesi tifosi del Manchester City. Nell'aprile del 1996 il gruppo tenne a Maine Road, di fronte a 42 000 spettatori in totale in due serate, due concerti, i primi del gruppo da artista principale in uno stadio. Le esibizioni sono documentate nel DVD ...There and Then, pubblicato nello stesso anno. Tra la fine di giugno e i primi di luglio 2005 la band si ripeté al City of Manchester Stadium, per tre concerti inseriti nel DVD del documentario Lord Don't Slow Me Down, pubblicato due anni dopo. Dopo la fine degli Oasis, avvenuta nel 2009, i Beady Eye di Liam Gallagher eseguirono, nel luglio 2011, una cover di Blue Moon, brano divenuto nel corso degli anni una sorta di inno non ufficiale dei tifosi del Manchester City. Nel videoclip il cantante presentò la divisa adottata dal club nella stagione 2011-2012. Il logo del club campeggia sovente sul palco durante le esibizioni da solisti dei due fratelli Gallagher, solitamente accanto al tastierista o al batterista. Altro riferimento al City si può trovare nel video promozionale della canzone The Masterplan degli Oasis. Nella pellicola, realizzata nel 2006, compaiono figure stilizzate dei membri del gruppo che si incamminano verso uno stadio che è un'idealizzazione del vecchio impianto di Maine Road. Nel video, su un muro dello stadio si può notare un cartellone della partita in programma di quel giorno, "Man City v. Newcastle", scritta composta alla maniera vetero-inglese, con le lettere delle due squadre nei rispettivi colori e la "v" di versus in rosso. Questo è un richiamo all'infanzia degli Oasis: la prima partita che Noel Gallagher vide dal vivo allo stadio fu proprio un match tra queste due squadre.
La grande passione dei fratelli Gallagher per il City ha fatto nascere nei tifosi l'abitudine di intonare alcune tra le più note canzoni degli Oasis durante le partite, specialmente Wonderwall, che è abitualmente cantata dopo le vittorie ed è ormai a tutti gli effetti uno degli inni della squadra. Un'altra canzone degli Oasis spesso riprodotta dagli amplificatori dello stadio del City è Roll with It.
Tra gli altri tifosi celebri del club figurano gli ex componenti degli Smiths Johnny Marr e Mike Joyce, l'attore Alan Rickman e il pugile Ricky Hatton.

## Allenatori e presidenti
- 1880-1882  Frederick Hopkinson
- 1882-1884  Sconosciuto
- 1884-1887  Kitchen Edward
- 1887-1889  Walter Chew
- 1889-1893  Lawrence Furniss
- 1893-1895  Joshua Parlby
- 1895-1902  Sam Omerod
- 1902-1906  Tom Maley
- 1906-1912  Harry Newbould
- 1912 Commissione
- 1912-1924  Ernest Mangnall
- 1924-1925  David Ashworth
- 1925-1926 Commissione
- 1926-1932  Peter Hodge
- 1932-1946  Wilf Wild
- 1946-1947  Sam Cowan
- 1947  Wilf Wild[20]
- 1947-1950  Jock Thomson
- 1950-1963  Les McDowall
- 1963-1965  George Poyser
- 1965 Commissione
- 1965-1971  Joe Mercer
- 1971-1973  Malcolm Allison
- 1973  Johnny Hart
- 1973  Tony Book[20]
- 1973-1974  Ron Saunders
- 1974-1979  Tony Book
- 1979-1980  Malcolm Allison
- 1980  Tony Book[20]
- 1980-1983  John Bond
- 1983  John Benson
- 1983-1986  Billy McNeill
- 1986-1987  Jimmy Frizzell
- 1987-1989  Mel Machin
- 1989  Tony Book[20]
- 1989-1990  Howard Kendall
- 1990-1993  Peter Reid
- 1993  Tony Book[20]
- 1993-1995  Brian Horton
- 1995-1996  Alan Ball
- 1996  Steve Coppell
- 1996  Phil Neal[20]
- 1996-1998  Frank Clark
- 1998-2001  Joe Royle
- 2001-2005  Kevin Keegan
- 2005-2007  Stuart Pearce
- 2007-2008  Sven-Göran Eriksson
- 2008-2009  Mark Hughes
- 2009-2013  Roberto Mancini
- 2013  Brian Kidd[20]
- 2013-2016  Manuel Pellegrini
- 2016-oggi  Pep Guardiola

- 1904-1905  Waltham Forrest
- 1905-1906  John Allison
- 1906-1914  W.A. Wilkinson
- 1914-1920  John Chapman
- 1920-1928  Lawrence Furniss
- 1928-1935  Albert Hughes
- 1935-1954  Bob Smith
- 1954-1956  Walter Smith
- 1956-1964  Alan Douglas
- 1964-1971  Albert Alexander
- 1971-1972  Eric Alexander
- 1972-1994  Peter Swales
- 1994-1998  Francis Lee
- 1998-2003  David Bernstein
- 2003-2007  John Wardle
- 2007-2008  Thaksin Shinawatra
- 2008-  Khaldun al-Mubarak

## Calciatori

### Hall of Fame
Aggiornata il 17 febbraio 2011.
- Billy Meredith (1894-1906, 1921-1924)
- Tommy Johnson (1919-1930)
- Sam Cowan (1924-1935)
- Ernie Toseland (1928-1938)
- Eric Brook (1928-1939)
- Fred Tilson (1928-1939)
- Frank Swift (1933-1949)
- Peter Doherty (1936-1945)
- Roy Clarke (1947-1958)
- Johnny Hart (1947-1960)
- Bert Trautmann (1949-1964)
- Ken Barnes (1950-1961)
- Roy Paul (1950-1957)

- Alan Oakes (1959-1976)
- Mike Summerbee (1965-1975)
- Mike Doyle (1965-1978)
- Neil Young (1961-1972)
- Colin Bell (1966-1979)
- Tony Book (1966-1974)
- Francis Lee (1967-1974)
- Joe Corrigan (1967-1983)
- Alex Williams (1980-1986)
- Paul Lake (1986-1996)
- Niall Quinn (1990-1996)
- Uwe Rösler (1994-1998)

### Vincitori di titoli
Campioni del mondo
- Benjamin Mendy (Russia 2018)
- Julián Álvarez (Qatar 2022)

 Campioni d'Europa
- Rodri (Germania 2024)

 Campioni del Sudamerica
- Ederson (Brasile 2019)
- Fernandinho (Brasile 2019)
- Gabriel Jesus (Brasile 2019)
- Sergio Agüero (Brasile 2021)
- Julián Álvarez (USA 2024)

#### Premi individuali
- Pallone d'oro: 1

 Rodri (2024)

#### Capitani
- 1904-1906 Billy Meredith
- 1906-1914 Lot Jones
- 1914-1919 club inattivo
- 1919-1923 Eli Fletcher
- 1923-1925 Max Woosnam
- 1926-1928 Charlie Pringle
- 1928-1932 Jimmy McMullan
- 1932-1935 Sam Cowan
- 1935-1936 Matt Busby
- 1937-1939 Les McDowall
- 1939-1946 club inattivo
- 1946-1947 Frank Swift
- 1947-1950 Eric Westwood
- 1950-1957 Roy Paul
- 1957-1961 Ken Barnes
- 1961-1964 Bill Leivers
- 1965-1967 Johnny Crossan
- 1967-1974 Tony Book
- 1974-1975 Colin Bell
- 1975-1976 Mike Doyle
- 1976-1979 David Watson
- 1979-1986 Paul Power

- 1986-1988 Kenny Clements
- 1988-1992 Steve Redmond
- 1992-1993 Terry Phelan
- 1993-1996 Keith Curle
- 1996-1998 Kit Symons
- 1998 Jemie Pollock
- 1998-2000 Andy Morrison
- 2000-2001 Alf-Inge Håland
- 2001-2002 Stuart Pearce
- 2002-2003 Ali Benarbia
- 2003-2006 Sylvain Distin
- 2006-2009 Richard Dunne
- 2009-2010 Kolo Touré
- 2010-2011 Carlos Tevez
- 2011-2019 Vincent Kompany
- 2019-2020 David Silva
- 2020-2022 Fernandinho
- 2022-2023 İlkay Gündoğan
- 2023-2025 Kyle Walker
- 2025 Kevin De Bruyne
- 2025- Bernardo Silva

## Palmarès

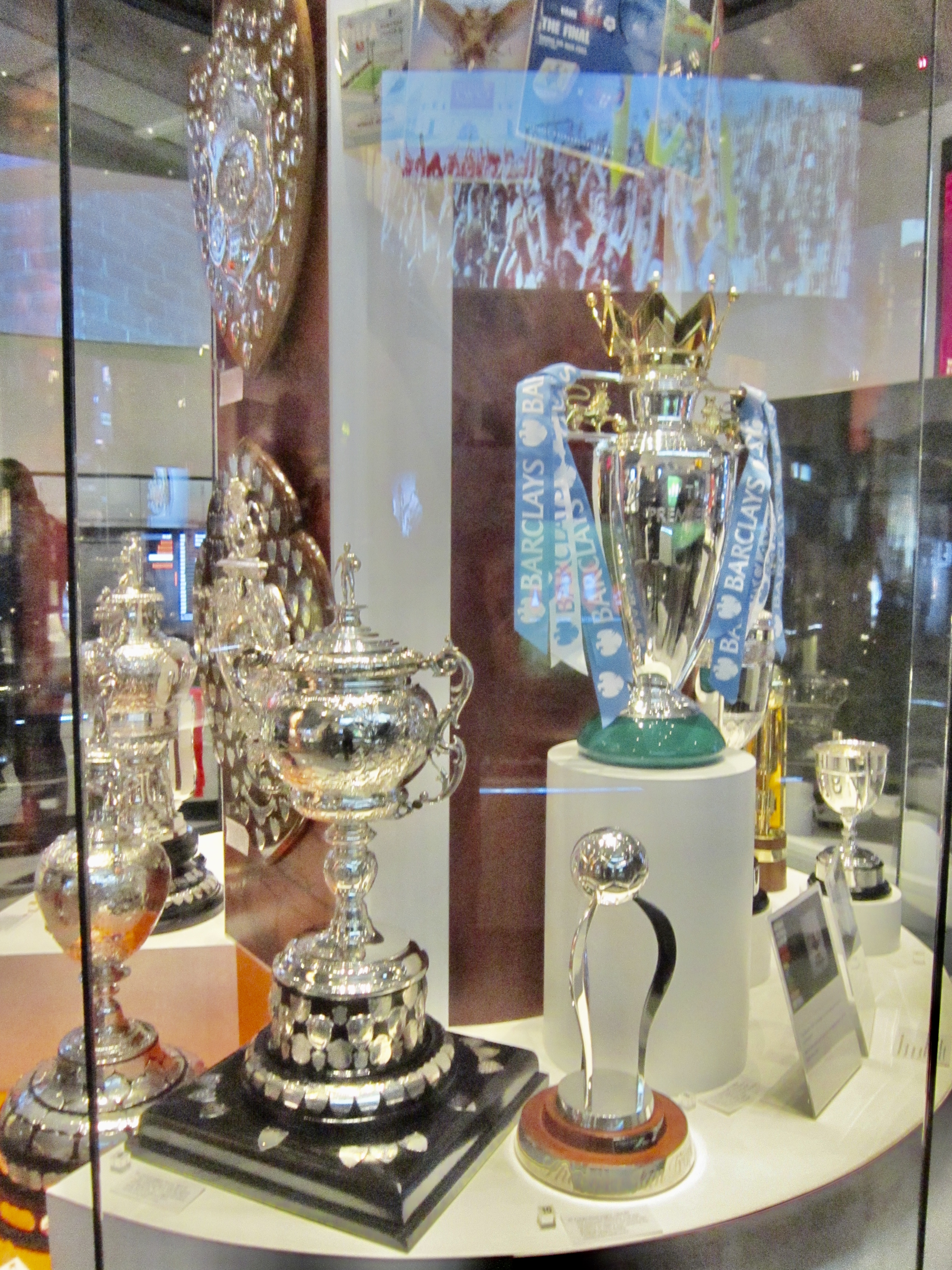
Sala trofei del Manchester City

### Competizioni nazionali
- Campionato inglese: 10

1936-1937, 1967-1968, 2011-2012, 2013-2014, 2017-2018, 2018-2019, 2020-2021, 2021-2022, 2022-2023, 2023-2024
- Coppa d'Inghilterra: 7

1903-1904, 1933-1934, 1955-1956, 1968-1969, 2010-2011, 2018-2019, 2022-2023
- Coppa di Lega inglese: 8

1969-1970, 1975-1976, 2013-2014, 2015-2016, 2017-2018, 2018-2019, 2019-2020, 2020-2021
- Charity/Community Shield: 7

1937, 1968, 1972, 2012, 2018, 2019, 2024
- Campionato inglese di seconda divisione: 7

1898-1899, 1902-1903, 1909-1910, 1927-1928, 1946-1947, 1965-1966, 2001-2002

### Competizioni internazionali
- UEFA Champions League: 1

2022-2023
- Coppa delle Coppe: 1

1969-1970
- Supercoppa UEFA: 1

2023
- Coppa del mondo per club: 1

2023

### Competizioni giovanili
- FA Youth Cup: 4

1985-1986, 2007-2008, 2019-2020, 2023-2024
- Torneo Internazionale Maggioni-Righi: 1

2002
- Torneo Internazionale Città di Bardolino (Bardolino Champions Cup): 1

2024

## Statistiche e record

### Partecipazioni ai campionati
| Livello | Categoria       | Partecipazioni | Debutto   | Ultima stagione | Totale |
| ------- | --------------- | -------------- | --------- | --------------- | ------ |
| 1º      | First Division  | 68             | 1899-1900 | 1991-1992       | 96     |
| 1º      | Premier League  | 28             | 1992-1993 | 2024-2025       | 96     |
| 2º      | Second Division | 21             | 1892-1893 | 1988-1989       | 25     |
| 2º      | First Division  | 4              | 1996-1997 | 2001-2002       | 25     |
| 3º      | Second Division | 1              | 1998-1999 | 1998-1999       | 1      |

### Partecipazione alle coppe internazionali
| Competizione                  | Partecipazioni | Debutto   | Ultima stagione | Totale |
| ----------------------------- | -------------- | --------- | --------------- | ------ |
| UEFA Champions League         | 14             | 2011-2012 | 2024-2025       | 14     |
| Coppa UEFA                    | 6              | 1972-1973 | 2008-2009       | 8      |
| UEFA Europa League            | 2              | 2010-2011 | 2011-2012       | 8      |
| Coppa delle Coppe UEFA        | 2              | 1969-1970 | 1970-1971       | 2      |
| Supercoppa UEFA               | 1              | 2023      | 2023            | 1      |
| Coppa del mondo per club FIFA | 1              | 2023      | 2023            | 1      |

### Statistiche di squadra
- Vittoria record in campionato: 11-3 contro il Lincoln City (23 marzo 1895), 8-0 contro il Watford (21 settembre 2019)
- Vittoria record in FA Cup: 12-0 contro il Liverpool Stanley (4 ottobre 1889)
- Sconfitta record in campionato: 1-9 contro l'Everton (3 settembre 1906)
- Sconfitta record in FA Cup: 0-6 contro il Preston N.E. (gennaio 1897)
- Record spettatori: 84 569 contro lo Stoke City (3 marzo 1934)

### Statistiche individuali
Primatisti di presenze e gol in tutte le competizioni ufficiali
Aggiornamento al 23 maggio 2021.
| Record di presenze - 676 Alan Oakes (1959-1976) - 604 Joe Corrigan (1967-1983) - 565 Mike Doyle (1967-1978) - 545 Bert Trautmann (1949-1964) - 498 Colin Bell (1966-1979) - 498 Eric Brook (1927-1940) - 487 Tommy Booth (1968-1981) - 449 Mike Summerbee (1965-1975) - 437 Paul Power (1975-1986) - 436 David Silva (2010-2020) | Record di reti - 260 Sergio Agüero (2011-2021) - 177 Eric Brook (1927-1940) - 166 Tommy Johnson (1920-1930) - 153 Colin Bell (1966-1979) - 152 Joe Hayes (1953-1965) - 152 Billy Meredith (1894-1906, 1921-1924) - 148 Francis Lee (1967-1974) - 139 Tommy Browell (1913-1926) - 132 Billie Gillespie (1897-1905) - 132 Fred Tilson (1928-1938) |

## Tifoseria
I tifosi del Manchester City si distinguono per il loro azzurro chiaro, un colore che viene utilizzato solo da poche squadre di calcio professionistiche in Inghilterra, e per il loro inno, non ufficiale ma popolarissimo, una rivisitazione di Blue Moon, nota ballata composta da Richard Rodgers e Lorenz Hart nel 1934.
Si racconta che questa canzone fu adottata dai tifosi del City nella stagione 1986-1987, in cui la squadra arrancava in fondo alla classifica e non riusciva a vincere in trasferta. Dopo 41 trasferte perse, il City riuscì a vincere a Birmingham contro l'Aston Villa e i tifosi festeggiarono l'evento cantando Blue Moon, in riferimento al raro evento astronomico di cui parla la canzone.
Nei tardi anni ottanta, i tifosi del Manchester City cominciarono a portare oggetti gonfiabili alle partite, principalmente banane. La consuetudine ebbe inizio durante una partita contro il West Bromwich, quando i cori che richiedevano l'entrata in campo del calciatore Imre Varadi mutarono in Imre Banana.
I citizens sono noti anche per aver introdotto in Inghilterra la tradizione della "Poznań celebration", mutuata dai tifosi del Lech Poznań nel 2010, dopo una partita di UEFA Europa League. Si tratta di una coreografia in cui, dando le spalle al campo, con le braccia sulle spalle dei vicini i tifosi saltano e cantano tutti insieme

## Organico

### Rosa 2025-2026
Rosa, numerazione e ruoli, tratti dal sito ufficiale, sono aggiornati al 19 agosto 2025.
| N. |                        | Ruolo | Calciatore                |
| -- | ---------------------- | ----- | ------------------------- |
| 1  | Inghilterra (bandiera) | P     | James Trafford            |
| 3  | Portogallo (bandiera)  | D     | Rúben Dias                |
| 4  | Paesi Bassi (bandiera) | C     | Tijjani Reijnders         |
| 5  | Inghilterra (bandiera) | D     | John Stones               |
| 6  | Paesi Bassi (bandiera) | D     | Nathan Aké                |
| 7  | Egitto (bandiera)      | A     | Omar Marmoush             |
| 8  | Croazia (bandiera)     | C     | Mateo Kovačić             |
| 9  | Norvegia (bandiera)    | A     | Erling Haaland            |
| 10 | Francia (bandiera)     | A     | Rayan Cherki              |
| 11 | Belgio (bandiera)      | C     | Jérémy Doku               |
| 13 | Inghilterra (bandiera) | P     | Marcus Bettinelli         |
| 14 | Spagna (bandiera)      | C     | Nico González             |
| 16 | Spagna (bandiera)      | C     | Rodri                     |
| 18 | Germania (bandiera)    | P     | Stefan Ortega             |
| 19 | Germania (bandiera)    | C     | İlkay Gündoğan            |
| 20 | Portogallo (bandiera)  | C     | Bernardo Silva (capitano) |

| N. |                        | Ruolo | Calciatore         |
| -- | ---------------------- | ----- | ------------------ |
| 21 | Algeria (bandiera)     | D     | Rayan Aït-Nouri    |
| 24 | Croazia (bandiera)     | D     | Joško Gvardiol     |
| 25 | Svizzera (bandiera)    | D     | Manuel Akanji      |
| 26 | Brasile (bandiera)     | C     | Sávinho            |
| 27 | Portogallo (bandiera)  | C     | Matheus Nunes      |
| 30 | Argentina (bandiera)   | C     | Claudio Echeverri  |
| 31 | Brasile (bandiera)     | P     | Ederson            |
| 33 | Inghilterra (bandiera) | C     | Nico O'Reilly      |
| 45 | Uzbekistan (bandiera)  | D     | Abdukodir Khusanov |
| 47 | Inghilterra (bandiera) | C     | Phil Foden         |
| 52 | Norvegia (bandiera)    | C     | Oscar Bobb         |
| 82 | Inghilterra (bandiera) | D     | Rico Lewis         |

### Staff tecnico
Organigramma, tratto dal sito ufficiale.
- Hugo Viana - Direttore sportivo
- Josep Guardiola - Allenatore
- Juanma Lillo - Allenatore in seconda
- Pepijn Lijnders - Assistente allenatore
- Lorenzo Buenaventura - Preparatore atletico
- Xabier Mancisidor - Responsabile dei portieri
- Richard Wright - Preparatore dei portieri
- Carles Planchart - Responsabile degli analisti della performance
- Manuel Estiarte - Responsabile del supporto ai giocatori
- Inigo Dominguez - Assistente
- Jason Wilcox - Responsabile del settore giovanile